# Orde van het Vaderland
De Orde van het Vaderland (Kazachs: Отан ордені, Russisch: Орден Отан), in de landstaal "Otan" of "Autant" genoemd, is een hoge onderscheiding van de republiek Kazachstan. De orde heeft een enkele graad; de Chevalier.
De ridderorde wordt verleend voor bijzondere verdienste voor de staat, de economie, kunst, cultuur en wetenschap. Ook militaire verdienste en het "bevorderen van de democratische en sociale ontwikkeling" komen voor deze orde in aanmerking. De dragers worden ingeschreven in het "Boek van Glorie" van Kazachstan.
Het ronde kleinood van de orde bestaat uit een wapen op een blauwe ondergrond. Op de ring is een gouden krans afgebeeld die met een rood lint wordt samengebonden. Op dat lint staat in cyrillisch schrift "OTAH" oftewel "vaderland".
De eerste exemplaren van het ordeteken werden naar sovjet-voorbeeld als een typisch socialistische orde aan een kort lint met twee metalen beugels gedragen. Latere exemplaren worden gedragen aan een rechthoekige lint dat op West-Europese wijze door een ring is getrokken.